# Cerodontha gorodkovi
Cerodontha gorodkovi este o specie de muște din genul Cerodontha, familia Agromyzidae, descrisă de Zlobin în anul 1979. Conform Catalogue of Life specia Cerodontha gorodkovi nu are subspecii cunoscute.